# Смоленское княжество
Смоле́нское кня́жество, Вели́кое кня́жество Смоле́нское — русское княжество в верховьях рек Днепр, Волга и Западная Двина в XII—XIV веках. Столица — город Смоленск. Путь из варяг в греки проходил через княжество и был важным источником дохода его правителей. 
В состав княжества входили многие города, в том числе: Белый, Вязьма, Дорогобуж, Ельня, Жижец, Зубцов, Изяславль (местоположение не установлено), Красный, Кричев, Медынь, Можайск, Мстиславль, Орша, Пропойск, Ржев, Ростиславль, Рудня, Торопец.

## История

### Ранняя история княжества (c IX века до 1127 года)
В 882 году, прежде чем захватить Киев, князь Олег посадил в Смоленске своих наместников.
Первым смоленским наместником из династии Рюриковичей был Станислав Владимирович. По завещанию Ярослава Мудрого в 1054 году смоленским князем стал Вячеслав Ярославич, умерший через три года, после чего старшими Ярославичами с Волыни в Смоленск был переведён Игорь Ярославич. Он умер в 1060 году, и дань со Смоленской земли была поделена тремя старшими Ярославичами на три части.
Летописное известие о том, что Владимир Мономах, заняв в 1113 году киевский престол, перевёл своего сына Святослава из Смоленска в Переяславль, показывает Смоленскую землю под властью Мономаха в период после Любечского съезда 1097 года.

### Расцвет Смоленского княжества при Ростиславичах (с 1127 по 1274 год)
В правление Мстислава Великого (1125—1132) смоленский престол получил его сын Ростислав (князь смоленский в 1127—1160 годах), который смог удержаться в Смоленске в период усобиц и стал родоначальником династии смоленских князей Ростиславичей. Если Ростислав Мстиславич придерживался оборонительной стратегии (1155) и получал киевское княжение усилиями своих волынских и галицких союзников (1159, 1161), как старший в роду Мономаховичей, то его сыновья и внуки превращают княжество в базу своего влияния во всех частях Руси. Наиболее заметными были выход Ростиславичей из подчинения Андрею Боголюбскому (1172), помощь противникам младших Юрьевичей (1174—1175) и Константину Всеволодовичу (1216) во время борьбы за власть во Владимиро-Суздальском княжестве. После смерти в 1197 году смоленского князя Давыда Ростиславича, дяди Мстислава Романовича, последний был признан смоленским князем и присоединил Мстиславское княжество к Смоленскому, сохранив его однако как удел. Также была удачная серия походов (вдохновителем и организатором которых стал знаменитый Мстислав Удатный), направленных против чуди (1209, 1212), установивших влияние смоленских князей в Киеве (1212) и Галиче (1215, 1219) и противодействовавших захватам Ордена меченосцев в Прибалтике (1217, 1219). Торговля Смоленского княжества с Западом в XIII—XIV веках велась преимущественно по Западной Двине. В 1229 году был заключён Договор Смоленска с Ригой и Готландом — «Смоленская торговая правда», имевшая важное значение в установлении торговых связей княжества.

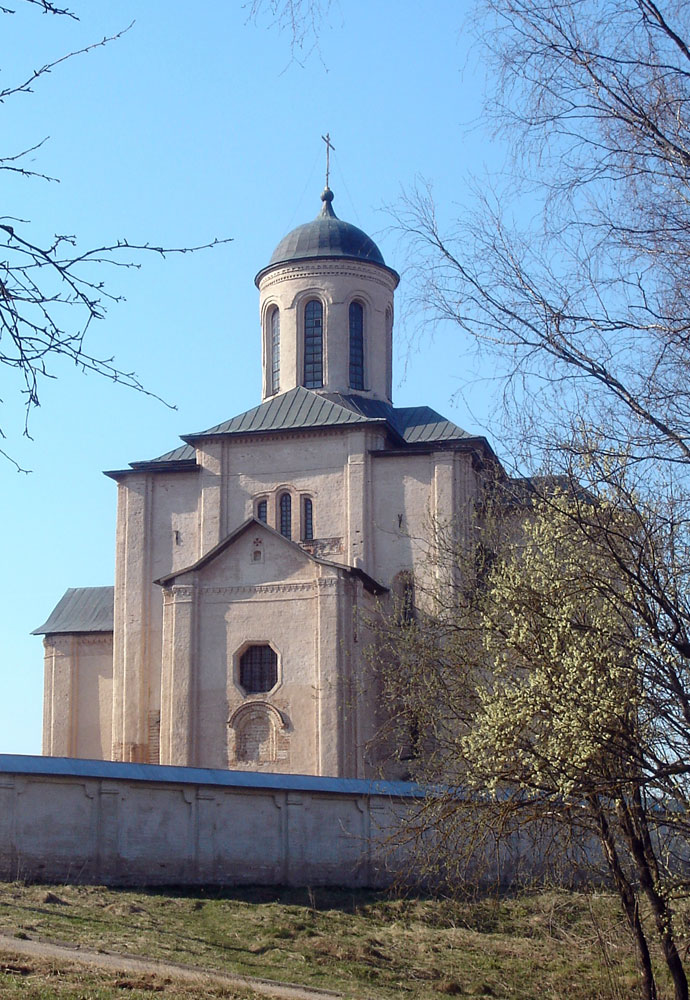
Свирская церковь — один из уцелевших архитектурных памятников Смоленского княжества

На княжение Мстислава Давыдовича (1219—1230) приходится и усиление Смоленского княжества, связанное с ситуацией в Полоцком княжестве. Натиск на него Литвы начался ещё в XII веке. К постоянным набегам добавились и поражения от немецких рыцарей Ордена Меченосцев. В результате Полоцк потерял ряд земель в Ливонии (Герсикское княжество, Кукейносское княжество). В то же время в нём растет влияние и авторитет смоленских князей, также воюющих с Литвой. После смерти в 1216 году Владимира Полоцкого его княжество слабеет, начинаются раздоры между удельными князьями. Ослабление Полоцка было невыгодно его соседям — Новгороду и Смоленску. И тогда, чтобы покончить со смутой в Полоцкой Земле, в 1222 году Мстислав Давидович ввёл смоленские войска в Полоцкую землю, взял Полоцк и посадил в нём на княжеский стол Святослава Мстиславича, старшего сына Мстислава Романовича Киевского.
Битва на реке Калке (1223) подорвала военные возможности смоленских князей, и в последующие десятилетия значение Смоленского княжества падает, для успешной обороны от Литвы оно вынуждено прибегать к помощи Владимиро-Суздальского княжества в 1225 (Битва под Усвятом), 1239, 1244—1245 годах. В 1230 году происходит землетрясение, затем два года длится голод. Следствием голода явился мор, унёсший очень большое количество жизней во всех городах волости. По смерти Мстислава Давыдовича полоцкий князь Святослав Мстиславич взял в 1232 году Смоленск и перебил при этом многих враждебных ему горожан.
Во время монгольского нашествия пострадали восточные районы княжества, но Смоленск уцелел, в 1238 году он находился под контролем литовских князей. В 1239 году Ярослав Всеволодович (князь владимирский) защитил права Всеволода Мстиславича на смоленское княжение от литовцев.

### Ордынское иго и переход под власть Литвы (с 1274 по 1404 год)

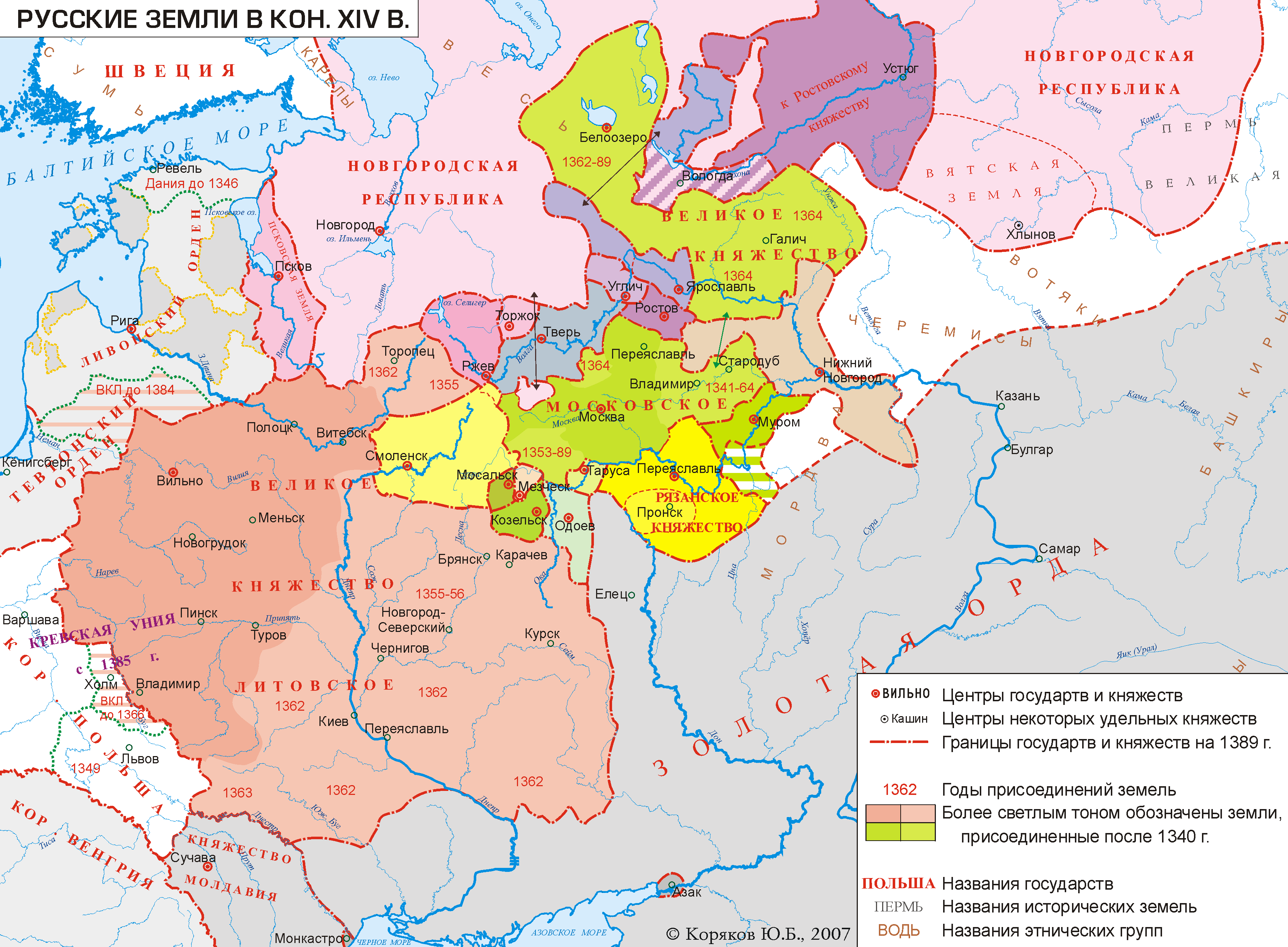
Русские земли в 1389 году

В 1274 году хан Золотой Орды Менгу-Тимур послал войска на помощь Льву Галицкому против Литвы. Ордынское войско прошло на запад через Смоленское княжество, с чем историки связывают распространение на него власти Орды. В 1275 году одновременно со второй переписью в Северо-Восточной Руси была проведена первая перепись в Смоленском княжестве.
Во второй половине XIII века в Брянске утвердилась смоленская княжеская династия, потомки Глеба Ростиславича. Однако там на протяжении всего времени были сильны настроения «иметь своего князя» и быть автономными от Смоленска. Летопись даже сообщает, что в 1341 году жители Брянска убили нелюбимого ими князя Глеба, приехавшего из Смоленска. В конце концов Брянск был захвачен литовским князем Ольгердом в 1356 году, воспользовавшимся городской неурядицей.
В конце XIII века из состава княжества выделяется Вязьма, появляются удельные столы в Можайске, Фоминском городке, Вязьме, Хлепень, Березуй (Поле) и других городах. Все они начинались как пограничные крепости, наряду с Москвой разделявшие Смоленск и Владимир, позднее становясь самостоятельными городами. В 1303 году московский князь Юрий Даниилович совершил поход на Можайск и захватил его. После чего удельное Можайское княжество было присоединено к Москве, а Можайск стал важной пограничной крепостью на смоленском, а позже и литовском пограничье.
Смоленский князь Иван Александрович, пытаясь противостоять натиску Москвы, начал сближение с Литвой, вступил в итоге в союз с Гедимином в 1339 году, и отказался от уплаты дани Золотой Орде, — следствием чего стал совместный поход на Смоленск московских, рязанских и ордынских войск в 1340 году. В 1345 новый литовский великий князь Ольгерд хотел отвоевать отнятый в 1303 году у Смоленска московским князем Юрием Даниловичем Можайск, но потерпел неудачу.
В 1351 году на Смоленск двинулся с московской ратью Симеон Иванович Гордый; он заставил смолян «отложиться» от союза с Литвой, после чего все отношения между Москвой, Смоленском и Литвой были резко обострены. В 1355 году Ольгерд послал свои войска на Смоленск и даже захватил в 1356 году смоленский тогда город Ржев, а также Брянск, права на который имели смоленские князья, а в 1359 году — Мстиславль, и уже после смерти Ивана Александровича, в 1362 — Торопец.
Святослав Иванович, унаследовавший по смерти своего отца в 1359 году смоленский престол, вначале также занял пролитовскую позицию — и также затем перешёл на сторону Москвы. В 1368 году Святослав участвовал в первом походе Ольгерда на Москву, во время так называемой «Литовщины». Когда Ольгерд вынужден был вернуться на западные границы своего княжества, чтобы отразить нападение тевтонцев, московские войска предприняли ответный поход в смоленские земли. В 1370 году смоленские войска приняли участие по втором походе Ольгерда на Москву, после чего Святослав получил угрожающее послание от константинопольского патриарха. В 1372 году в рамках мирного договора между Москвой и Литвой был подписан также мир Москвы со Смоленском.
После чего Святослав Иванович вместе со своим племянником, Иваном Васильевичем Вяземским, сражался уже на стороне Москвы — в 1375 году смоленские войска участвовали в походе Дмитрия Ивановича на Тверь, против союзника и шурина Ольгерда Михаила тверского (Ольгерд в это время нанёс в ответ удар по беззащитным смоленским землям), а в 1380 году — в Куликовской битве.
При Святославе Ивановиче и его преемниках, несмотря на все их усилия сдержать распад княжества, оно постепенно превращается в территории, перетягиваемые Москвой и Литвой друг у друга. Часть смоленских князей начали переезжать на службу к сильному московскому князю, например, фоминский князь Фёдор Красный.
В 1386 году смоленская рать Святослава Ивановича опустошила многие приграничные литовские владения и, не сумев взять Витебск и Оршу, осадила контролируемый Литвой Мстиславль, обороной которого руководил князь Каригайло Ольгердович. Польский король Ягайло отправил на помощь своему младшему брату большое литовское войско под командованием князей Скиргайло, Корибута, Лугвения и Витовта.
Результатом битвы стал полный разгром смоленского войска и гибель как Святослава Ивановича, так и княжича Ивана Васильевича. Два сына Святослава, Глеб Святославич и Юрий Святославич были тяжело ранены и попали в плен; на смоленский стол был посажен Юрий Святославич, тогда как Глеб Святославич был уведён в качестве заложника в Литву.

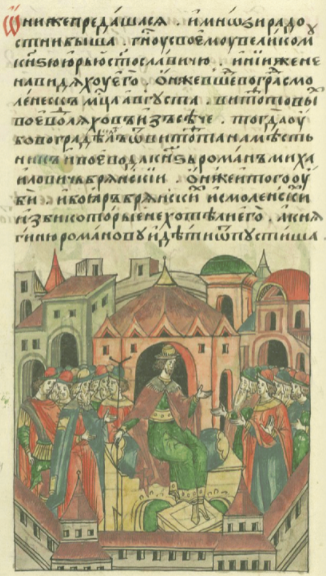

Сохранилась грамота князя Юрия Святославовича о союзе на подчинённых условиях с польским королем Владиславом (Ягайлом), «королём польским, литовским и русским, иных земль господарем», а также «с братом с его князем великим Скиригайлом» (1386).
Выступление смолян вместе с захватом в феврале 1386 года Андреем Ольгердовичем Лукомля под Витебском и вторжением ливонских рыцарей в западные районы Литвы противодействовало реализации унии Литвы и Польши, по которой Скиргайло становился наместником Ягайла в Великом княжестве Литовском. Год спустя Андрей Ольгердович лишился Полоцка в пользу Скиргайла.
В 1392 году в результате недовольства смолян Юрий был изгнан, на престол сел освободившийся из плена Глеб, а Юрий уехал в Рязань к тестю, Олегу Ивановичу Рязанскому с помощью которого на протяжении многих лет затем пытался вернуть смоленский престол. В 1395 году Витовт, уже будучи великим князем литовским, захватил Смоленск, пленил Глеба и посадил наместником брянского князя Романа Михайловича.
В 1401 году Юрию удалось вернуть удельный стол, но ненадолго — в 1404 году Витовт вновь занял Смоленск и окончательно присоединил его к Литве как «Смоленскую землю». С этого времени с самостоятельностью Смоленского княжества было покончено, а его земли были включены в состав Литвы.

## Дальнейшая судьба Смоленской земли
В 1440—1442 годах против литовской власти вспыхнуло Смоленское восстание, которое было подавлено. В 1508 году Смоленск стал центром Смоленского воеводства Великого княжества Литовского. В 1514 году в ходе русско-литовской войны 1512—1522 годов, Смоленск перешёл под контроль Москвы. Однако, воспользовавшись смутой в Российском государстве, Речь Посполитая в 1609 году объявила России войну и в 1611 году после почти двухлетней осады захватила Смоленск. Согласно Деулинскому перемирию между Речью Посполитой и Российским царством, Смоленск был передан Речи Посполитой. С 1613 по 1654 год Смоленское воеводство было восстановлено. Начатая Московским государством для возвращения Смоленской земли Смоленская война не привела к ожидавшимся результатам. Несмотря на длительную осаду Смоленска, он взят не был, Москва получила только город Серпейск и отказ польского короля от прав на престол московского царя. В 1654 году, после начала русско-польской войны, Смоленск и Смоленщина были окончательно присоединены к России, что было закреплено Андрусовским перемирием 1667 года и Вечным миром 1686 года.

## Экономика
Территория княжества была лесистой и холмистой. Княжество находилось на перекрёстке торговых путей. Верхний Днепр был связан с Балтикой через р. Западную Двину, с Новгородом через р. Ловать, с Верхней Волгой.
С конца XII века расширилась торговля Смоленска с Ригой и Висбю на Готланде. Главным предметом экспорта был воск, за ним следовали мёд и меха. Импорт состоял в основном из сукна, в более поздних источниках упоминаются также чулки, имбирь, засахаренный горошек, миндаль, копчёная сёмга, сладкие вина, соль, шпоры.
В первой трети XIII века смоленские купцы продолжали участвовать в международной торговле. В Латвийском государственном историческом архиве сохранились договоры Смоленска с Ригой и Готским берегом 1223/1225 и 1229 годов.